# ینسی باتلر
ینسی ویکتوریا باتلر (انگلیسی: Yancy Victoria Butler زادهٔ ۲ ژوئیهٔ ۱۹۷۰) یک هنرپیشه اهل ایالات متحده آمریکا است. وی از سال ۱۹۹۲ میلادی تاکنون مشغول فعالیت بوده‌است.

## گزیدهٔ آثار

### سینما
- مسابقه مرگ ۲۰۵۰ (۲۰۱۷)
- دریاچه وحشت در مقابل آناکوندا (۲۰۱۵)
- کیک-اس ۲: گلوله‌ها به دیوار (۲۰۱۳)
- دریاچه وحشت ۴: فصل آخر (۲۰۱۲)
- کیک-اس (۲۰۱۰)
- دریاچه آرام ۳ (۲۰۱۰)
- اکس (۱۹۹۷)
- منطقه فرود (۱۹۹۴)
- هدف سخت (۱۹۹۳)

### تلویزیون
- روانکاو (۲۰۰۸)